# Naruto: Ultimate Ninja Heroes
Naruto: Ultimate Ninja Heroes è un videogioco sviluppato dalla Namco Bandai basato sulla serie anime e manga Naruto, scritto e disegnato dal mangaka Masashi Kishimoto uscito esclusivamente in America ed Europa per la console di casa Sony, PlayStation Portable e il primo della successiva serie di prodotti di cui porta il nome.

## Modalità
Sono disponibili diverse modalità di gioco selezionabili dal menù di avvio:
- Modalità Eroi: In questa modalità è possibile creare una squadra da 3 personaggi, e combattere contro varie squadre avversarie. I capitoli sono: "Esercizio di Sopravvivenza" (Facile), "Distruzione della Foglia!!!" (Normale), "I tre Ninja Leggendari" (Difficile) e "L'invasione di Alba!!!" (Estremo).
- VS CPU: In questa modalità è possibile scegliere un personaggio per una battaglia 1 VS 1 contro la CPU.
- Esame di Selezione: In questa modalità è possibile completare ogni missione mirando a diventare Hokage.
- Modalità Wireless: In questa modalità è possibile scontrarsi con gli amici tramite ad-hoc. Nella modalità Gioco condiviso è possibile scontrarsi gli amici che non hanno il gioco.
- Casa di Naruto: In questa modalità è possibile visualizzare gli oggetti ottenuti e modificare il proprio profilo.
- Potenziamento dei Parametri: In questa modalità è possibile potenziare i propri personaggi utilizzando i Punti Potenziamento dei Parametri.
- Opzioni: In questa modalità è possibile regolare le impostazioni di gioco.

## Personaggi giocabili
- Naruto Uzumaki
- Sasuke Uchiha
- Sakura Haruno
- Rock Lee
- Neji Hyuga
- Tenten
- Shikamaru Nara
- Choji Akimichi
- Ino Yamanaka
- Kiba Inuzuka
- Shino Aburame
- Hinata Hyuga
- Kakashi Hatake
- Gai Maito
- Gaara della Sabbia
- Jiraiya
- Orochimaru
- Tsunade
- Itachi Uchiha
- Kisame Hoshigaki